# Movimento Costa Rica Livre

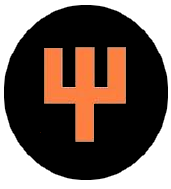
Logo tradicional usado pelo MCRL.

O Movimento Costa Rica Livre (em castelhano:  Movimiento Costa Rica Libre) foi uma associação política anticomunista e ultraconservadora de extrema-direita na Costa Rica. O grupo foi fundado em 1961 como Movimiento Nacionalista. Algumas de suas ações mais notáveis ocorreram durante o governo sandinista da vizinha Nicarágua na década de 1980, já que o grupo era fortemente antissandinista e considerava a Nicarágua uma ameaça à Costa Rica. O grupo atacou a embaixada da Nicarágua em 1981. Além da Frente Sandinista de Libertação Nacional (FSLN), o grupo também era inimigo de vários partidos de esquerda costarriquenhos como o Pueblo Unido e várias organizações de agricultores e trabalhadores. Foi também membro da Liga Anticomunista Mundial.
A organização é acusada de radical e fascista por muitos de seus detratores.